# The Politics of Dancing 2
The Politics of Dancing 2 je album trancové hudby mixované Paul van Dykem jako pokračování jeho The Politics of Dancing. Album bylo vydáno 19. září 2005.

## Seznam skladeb

### CD1
1. Alex Gold – "String Theory" – (3:58)
2. Tranquility Base – "Getting Away (Leama & Moor Remix)" – (3:20)
3. Calmec – "Tangerine" – (2:51)
4. Jose Zamora & Damian DP – "Transatlantic (Andy Moor Remix)" – (3:50)
5. Shiloh – "Dream On (Luke Chable Remix)" – (3:46)
6. Walsh & Coutre – "Burn" – (4:27)
7. Thomas Datt – "Alone" – (5:36)
8. Lolo – "Why?" – (5:20)
9. Purple Haze – "Adrenaline" – (3:56)
10. Kuffdam & Plant – "Summer Dream" – (6:20)
11. Filo & Peri – "Closer Now" – (4:14)
12. White Water – "The Unknown" – (4:34)
13. Marc van Linden – "Forbidden Love" – (3:55)
14. Whiteroom – "Someday (Instrumental Mix)" – (4:38)
15. Kyau vs. Albert – "Falling Anywhere (Rework)" – (3:35)
16. Mr. Sam – "Lyteo (Rank 1 Remix)" – (3:26)
17. Solange – "Messages" – (5:46)

### CD2
1. Paul van Dyk - "The Other Side" - (8:14)
2. Jose Amnesia vs. Serp - "Second Day (Martin Roth Remix)" - (5:59)
3. Steve Angello & Sebastian Ingrosso - "Yeah" - (4:39)
4. Simon & Shaker - "Make It (Dub Mix)" - (3:44)
5. Yellow Blackboard - "Superfly (Andy Moor Remix)" - (4:12)
6. Giuseppe Ottaviani - "Linking People" - (5:07)
7. Marco V - "More Than A Life Away (Album Extended)" - (3:22)
8. Thomas Bronzwaer - "Close Horizon" - (4:23)
9. Mark Norman - "T-34" - (4:08)
10. CJ Stone - "Shine (Heart Of Stone Mix)" - (5:23)
11. Santiago Niño - "Believe (Max Graham's Sidechain Remix)" - (3:09)
12. Perasma - "Swing 2 Harmony (Deserves An Effort Symphony Dub Mix)" - (5:12)
13. Dallas Superstars - "Higher" - (4:43)
14. Wellenrausch - "Carry On" - (4:53)
15. Holden & Thompson - "Nothing (93 Returning Mix)" - (6:18)